# حركة الجهاد الإسلامي في فلسطين
 حركة الجهاد الإسلامي في فلسطين، هي منظمة إسلامية، سياسية، سُنية، فلسطينية تتخذ من الإسلام منهج حياة وجهاد تأسست عام 1981 وذراعها العسكري هو سرايا القدس، وتنشط في الضفة الغربية وقطاع غزة، ومعاقلها الرئيسية في الضفة الغربية هي مدينتي الخليل وجنين. وشملت عملياتها التفجيرات الاستشهادية والهجمات على الجنود الإسرائيليين بالإضافة إلى إطلاق صواريخ على إسرائيل، تشكلت الجهاد الإسلامي كفرع لجماعة الإخوان المسلمين وقد قال مؤسسها والأمين العام لها رمضان شلح «نحن كجهاد اسلامي مع حماس خرجنا من مشكاة واحدة من رحم الحركة الإسلامية السنية الوسطية التي أسسها الامام الشهيد حسن البنا»، علي رأس أهدافها هو تحرير كامل فلسطين، وتصفية الكيان الصهيوني، وإقامة حكم الإسلام على أرض فلسطين، نشأت بعد تضييع الفكر الإسلامي لقضية الجهاد في فلسطين والعمل لتحريرها في وقت سيطرت فيه الأحزاب اليسارية والوطنية على الساحة الفلسطينية، كما تشكل حركة الجهاد الإسلامي وحماس وستة فصائل أخرى تحالف القوى الفلسطينية المعارضة لاتفاقية أوسلو بين منظمة التحرير الفلسطينية وإسرائيل وتهدف لتأسيس دولة إسلامية فلسطينية ذات سيادة. أسست الحركة في السبعينيات على يدي الدكتور فتحي الشقاقي وعدد من الطلاب الفلسطينيين أثناء دراستهم في مصر، حيث تأثر بأفكار وأدبيات الإخوان المسلمين وألتحق بهم وأرتبط بالشيخ أحمد ياسين مؤسس حركة المقاومة الإسلامية حماس كما تأثر بالثورة الإسلامية الإيرانية.
حركة الجهاد الإسلامي متحالفة مع إيران ضد إسرائيل ولكن أكدت عدم تبعيتها للمشروع الإيراني في المنطقة وأنها ليست ذراع من أذرعها فقالت في تصريح «نؤكد على تحالفنا مع إيران في مواجهة الكيان الصهيوني واحتلاله لفلسطين، وأن مقاومة الشعب الفلسطيني موجودة منذ تأسيس المشروع الصهيوني واحتلاله لفلسطين، وليست مرتبطة بأي هدف آخر»
لا تشارك الحركة في العملية السياسية إذ قاطعت الانتخابات التشريعية سنة 2006. كان أمينها العام السابق رمضان عبد الله شلح، يعد من أهم المطلوبين لمكتب التحقيقات الفيدرالي FBI وال (MI6) وقد وضع لمن يبلغ عنه مبلغ 5 ميلون دولار، أما الأمين العام الحالي فهو زياد النخالة فقد تم وضعه أيضا على قائمة المطلوبين لل(FBI) في عام 2012.
تم تصنيف الجهاد الإسلامي في فلسطين كمنظمة إرهابية من قبل الولايات المتحدة، والاتحاد الأوروبي، والمملكة المتحدة، واليابان، وكندا، وأستراليا، ونيوزيلندا، وإسرائيل.

## عملياتها
قامت القوى الإسلامية المجاهدة «قسم» الجناح العسكري السابق للحركة بعدة عمليات كبيرة من أشهرها عملية بيت ليد، وديزنقوف، وكفار داروم ونتساريم، وشرق جباليا، وموراج. وقادت الحالة العسكرية في حركة الجهاد الإسلامي بعد ذلك سرايا القدس (جناحها العسكري) حيث قامت بعدة عمليات استشهادية أثناء انتفاضة الأقصى.
- يوليو 1989: هجوم على حافلة تابعة لشركة إيغد 405 على طول الطريق السريع بين القدس وتل أبيب، قتل ما لا يقل عن 14 شخصًا (من بينهم كنديان وأمريكي) وجرح عشرات آخرون. على الرغم من أنه كان مقصودًا أن يكون هجومًا انتحاريًا، إلا أن الجاني نجا.[22]
- 4 فبراير 1990: هجوم على حافلة تقل سائحين إسرائيليين في مصر. وأسفر الهجوم عن مقتل 11 شخصا، من بينهم 9 إسرائيليين وإصابة 17 آخرين.[23]
- فبراير 1992: في ليلة المعسكرات، قتل ثلاثة جنود إسرائيليين نائمين في قاعدتهم بالسكاكين والفؤوس والمذراة.[24]

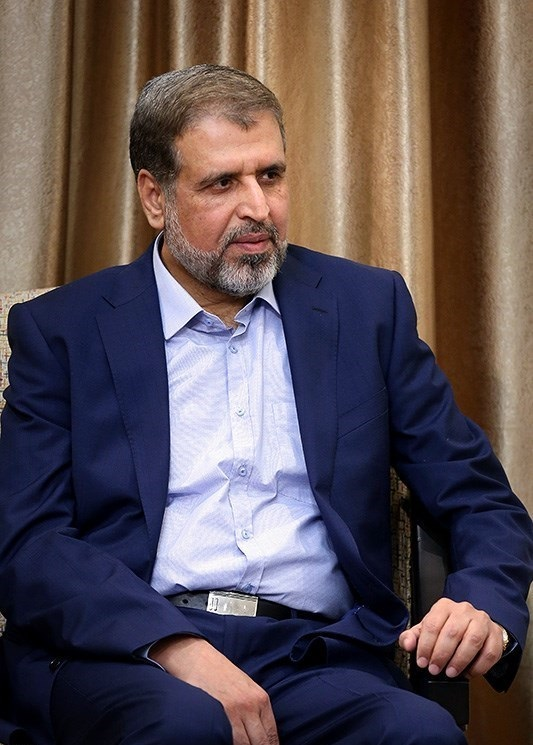
رمضان شلح كان مطلوبا من قبل مكتب التحقيقات الفدرالي الأمريكي بتهمة التآمر لتسيير شؤون المنظمة الإرهابية الدولية المعروفة باسم «الجهاد الإسلامي الفلسطيني».

- 6 أبريل 1992: نصب كمين لقافلة للجيش الإسرائيلي في حولا بجنوب لبنان. قُتل جنديان وأصيب 5 بجروح. وكان الهدف هو اللواء يتسحاق مردخاي قائد القيادة الشمالية الإسرائيلية. لكنه غادر القافلة في وقت سابق. وقتل ثلاثة من المهاجمين.
- ديسمبر 1993: مقتل جندي احتياط إسرائيلي يدعى ديفيد مشرواطي أثناء إطلاق نار على حافلة عامة.[بحاجة لمصدر]
- أبريل 1994: انفجار سيارة مفخخة على متن حافلة عمومية أسفر عن مقتل 9 أشخاص وإصابة 50 آخرين.
- يناير 1995: هجوم بقنبلة قرب نتانيا أسفر عن مقتل ثمانية عشر جندياً ومدني واحد.[25]
- ابريل 1995: هجوم بالقنابل في نتساريم وكفار داروم. قتلت القنبلة الأولى 8 أشخاص بينهم الطالبة الأمريكية أليسا فلاتو وجرحت أكثر من 30 في حافلة إسرائيلية. الهجوم الثاني كان بسيارة مفخخة أسفر عن إصابة 12 شخصا.
- مارس 1996: تفجير مركز تجاري في تل أبيب أدى إلى مقتل 20 وإصابة 75.
- نوفمبر 2000: تفجير بسيارة مفخخة يقودها انتحاري في القدس في سوق خارجي أسفر عن مقتل شخصين وإصابة 10.[26]
- مارس 2002: مقتل سبعة أشخاص وإصابة قرابة ثلاثين بجروح في انفجار عبوة ناسفة على متن حافلة متجهة من تل أبيب إلى الناصرة. [بحاجة لمصدر]
- يونيو 2002: مقتل ثمانية عشر شخصًا وإصابة خمسين بجروح في هجوم على مفرق مجيدو.[25]
- يوليو 2002: هجوم مزدوج في تل أبيب أسفر عن مقتل خمسة أشخاص وإصابة 40 آخرين.

شعار سرايا القدس الجناح العسكري لحركة الجهاد الإسلامي في فلسطين.

- شعار سرايا القدس الجناح العسكري لحركة الجهاد الإسلامي في فلسطين.نوفمبر 2002: مقتل 12 جندياً ورجل أمن في كمين في الخليل.[27]
- مايو 2003: عملية تفجير إنتحاري أدي لمقتل ثلاثة أشخاص وإصابة 83 شخصًا بجروح في مركز تجاري في العفولة.
- أغسطس 2003: مهاجم يقتل 21 شخصا ويصاب أكثر من 100 آخرين في حافلة في القدس.[26]
- أكتوبر 2003: مقتل 22 شخصاً وإصابة 60 آخرين بانفجار قنبلة في مطعم في حيفا.
- أكتوبر 2005: تفجير عبوة ناسفة في سوق في الخضيرة نتج عنها مقتل سبعة أشخاص وإصابة 55 شخصاً بجروح خطيرة.
- ابريل 2006: انفجار قنبلة في مطعم في تل أبيب أسفر عن مقتل 11 شخصا وإصابة 70 آخرين.
- يناير 2007: كتائب شهداء الأقصى والجهاد الإسلامي في فلسطين تعلنان مسؤوليتهما عن تفجير انتحاري في مخبز إيلات أسفر عن مقتل ثلاثة.[25]
- يونيو 2007: في هجوم فاشل على موقع للجيش الإسرائيلي عند معبر كيسوفيم بين غزة وإسرائيل في محاولة محتملة لاختطاف جنود إسرائيليين، أربعة عناصر مسلحين من سرايا القدس (الجناح العسكري لحركة الجهاد الإسلامي) وكتائب الأقصى زعم أن كتائب الشهداء (الجناح العسكري لحركة فتح) استخدمت سيارة عليها شارات «تلفزيون» و«صحافة» اخترقت السياج الحدودي واعتدت على برج حراسة فيما وصفته حركة الجهاد الإسلامي والجيش بأنه محاولة فاشلة لاعتقال جندي إسرائيلي.  قتلت قوات الجيش الإسرائيلي أحد المسلحين وهرب الآخرون.[28] أثار استخدام سيارة تشبه سيارة الصحافة استجابة حادة من العديد من الصحفيين والمؤسسات الإخبارية. مدير الشرق الأوسط لوردت هيومن رايتس ووتش سارة ليا ويتسن قائلة: «استخدام مركبة عليها علامات صحفية لتنفيذ هجوم عسكري انتهاك خطير لقوانين الحرب، كما أنه يعرض الصحفيين للخطر». ردت وكالة حماية البيئة بالقول
- المركبات المدرعة الموسومة بالتلفزيون هي حماية لا تقدر بثمن للصحفيين الحقيقيين الذين يعملون في بيئات معادية. لطالما خاض الاتحاد حملة من أجل استمرار توافر العربات المدرعة لأعضائه، على الرغم من المعارضة الرسمية في بعض الأوساط. إن إساءة استخدام هذه الحماية المعترف بها للصحفي العامل تطور خطير وندين من قاموا به. مثل هذا الحادث سيقلل من الحماية التي توفرها المركبات المميزة.
- ونفى الناطق باسم الجهاد الإسلامي، أبو أحمد، خلال مؤتمر صحفي، قيامهم بوضع علامات صحفية على السيارة الجيب المستخدمة في الهجوم، وقال إن "سرايا القدس استخدمت سيارة جيب مدرعة تشبه سيارات الجيب العسكرية المدرعة التي تستخدمها المخابرات الصهيونية".
- في 26 مارس 2009، سُجن عضوان من حركة الجهاد الإسلامي بتهمة التآمر «لقتل طيارين إسرائيليين وعلماء باستخدام سيارات مفخخة».[28]
- في 15 نوفمبر 2012، أطلقت حركة الجهاد الإسلامي طائرتين من طراز فجر-5 باتجاه تل أبيب من غزة، سقطت إحداهما في منطقة غير مأهولة في الضواحي والأخرى في البحر.[29]
- بتاريخ 24 يونيو 2013، أطلقت ستة صواريخ باتجاه إسرائيل. وأفادت وسائل الإعلام الرئيسية بأن حركة الجهاد الإسلامي كانت وراء الهجمات.[30][31][32][33]
- في مارس 2014، أطلق الجهاد الإسلامي وجماعات إسلامية أخرى أكثر من 100 صاروخ على جنوب إسرائيل. في 14 آذار أعلن شلح أن الهجوم تم بالتنسيق مع حماس.[34]
- في 24 فبراير 2020 أطلقت حركة الجهاد الإسلامي يوم الإثنين ستة صواريخ إضافية على الأقل على إسرائيل من قطاع غزة بعد الضربات الليلية التي شنها الجيش الإسرائيلي على القطاع.[35]

كما قامت حركة الجهاد الإسلامي بنشر صاروخها الخاص، على غرار صاروخ القسام الذي تستخدمه حماس، والذي يطلق عليه صاروخ القدس.

## طوفان الاقصى
أعلنت ألوية الناصر صلاح الدين خوضها معركة مع الجيش الإسرائيلي في محاور مخيم جباليا تل الزعتر وكمال عدوان والفالوجا وبتنسيق ميداني مع كتائب القسام وسرايا القدس وفصائل المقاومة.

## المعارك التي خاضتها
خاض الجناح العسكري لحركة الجهاد الإسلامي (سرايا القدس) عدد من المعارك ضد الكيان الصهيوني منها معركة بشائر الأنتصار التي خاضتها وحدها، حيث خسرت بها 14 مقاتلا من الوحدة الصاروخية وكانت هذه المعركة ردا على اغتيال الامين العام لألوية الناصر صلاح الدين الشيخ: زهير القيسي. ومنها أيضا معركة السماء الزرقاء ومعركة كسر الصمت ومعركة البنيان المرصوص وتجدر الأشارة بأن سرايا القدس أول جناح عسكري استعمل راجمات الصواريخ ضد الاحتلال الصهيوني كما انها أول جناح عسكري قصف مدينة تل أبيب في معركة السماء الزرقاء عام 2012

## أبرز قيادات الحركة

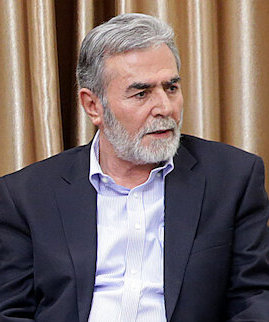
زياد النخالة، الأمين العام الحالي

ومن أبرز قيادات حركة الجهاد الإسلامي:
- زياد النخالة، الأمين العام الحالي.[37]
- أكرم العجوري، القائد العسكري الحالي.[37]
- فتحي الشقاقي.[37]
- عبد العزيز عودة.[37]
- الشيخ نافذ عزام.[37]
- خضر عدنان.[37]
- ناصر أبو شريف.[37]
- رمضان شلح.[37]
- خالد البطش.[37]

## نشأة الحركة
نشأت حركة الجهاد الإسلامي ثمرة حوار فكري وتدافع سياسي شهدته الحركة الإسلامية الفلسطينية أواخر السبعينات، وقادته مجموعة من الشباب الفلسطيني في أثناء وجودهم للدارسة الجامعية في مصر وكان على رأسهم مؤسس حركة الجهاد الإسلامي الشهيد الدكتور فتحي الشقاقي والشيخ عبد العزيز عودة.
نتيـجة للحالة التي كانت تعيشها الحركة الإسلامية في ذلك الوقت من إهمال للقضية الفلسطينية قضية مركزية للعالم الإسلامي والحالة التي عاشتها الحركة الوطنية من إهمال الجانب الإسلامي لقضية فلسطين وعزلها عنه، تقدمت حركة الجهاد الإسلامي، كفكرة وكمشروع فـي ذهن مؤسسها الدكتور فتحي الشقاقي، حلًا لهذا الاشكال.
في أوائل الثمانينات وبعد عودة الدكتور فتحي الشقاقي وعدد من إخوانه إلى فلسطين تم بناء القاعدة التنظيمية لحركة الجهاد الإسلامي فـي فلسطين وبدأ التنظيم لخوض غمار التعبئة الشعبية والسياسية في الشارع الفلسطيني بجانب الجهاد المسلح ضد العدو الصهيوني، حلًا وحيد لتحرير فلسطيـن.

### المبادئ العامة للحركة
- تلتزم حركة الجهاد الإسلامي فـي فلسطيـن بالإسلام عقيدة وشريعة ونظام حياة، وأداة لتحليل وفهم طبيعة الصراع الذي تخوضه الأمة الإسلامية ضد أعدائها، ومرجعا أساسيا فـي صياغة برنامج العمل الإسلامي للتعبئة والمواجهة.
- فلسطين ـ من النهر إلى البحر ـ أرض إسلامية عربية يحرم شرعًا التفريط فـي أي شبر منها، والكيان الصهيوني وجوده باطل، يحرم شرعًا الاعتراف به على أي جزء منها.
- يمثل الكيان الصهيوني رأس الحربة للمشروع الاستعماري الغربي المعاصر فـي معركته الحضارية الشاملة ضد الأمة الإسلامية، واستمرار وجود هذا الكيان على أرض فلسطين وفي قلب الوطن الإسلامي، يعنى استمرار وهيمنة واقع التجزئة والتبعية والتخلف الذي فرضته قوى التحدي الغربي الحديث على الأمة الإسلامية.
- لفلسطين من الخصوصية المؤيدة بالبراهين القرآنية والتاريخية والواقعية ما يجعلها القضية المركزية للأمة الإسلامية التي بإجماعها على تحرير فلسطين، ومواجهتها للكيان الصهيوني، تؤكد وحدتها وانطلاقها نحو النهضة.
- الجماهير الإسلامية والعربية هي العمق الحقيقي لشعبنا فـي جهاده ضد الكيان الصهيوني، ومعركة تحرير فلسطين وتطهير كامل ترابها ومقدساتها هي معركة الأمة الإسلامية بأسرها، ويجب أن تسهم فيها بكامل إمكاناتها وطاقاتها المادية والمعنوية، والشعب الفلسطيني والمجاهدون على طريق فلسطيـن هم طليعة الأمة فـي معركة التحرير، وعليهم يقع العبئ الأكبر فـي الإبقاء على الصراع مستمرًا حتى تنهض الامة كلها للقيام بدورها التاريخي فـي خوض المعركة الشاملة والفاصلة على أرض فلسطين.
- وحدة القوى الإسلامية والوطنية على الساحة الفلسطينية، واللقاء فـي ساحة المعركة، شرط أساسي لإستمرار وصلابة مشروع الأمة الجهادي ضد العدو الصهيوني.
- كافة مشاريع التسوية التي تقر الاعتراف بالوجود الصهيوني فـي فلسطين أو التنازل عن أي حق من حقوق الامة فيها، باطلة ومرفوضة.

## أهداف الحركة
تسعى حركة الجهاد الإسلامي فـي فلسطين إلى تحقيق الأهداف التالية:
- تحرير كامل فلسطين، وتصفية الكيان الصهيوني، وإقامة حكم الإسلام على أرض فلسطين، والذي يكفل تحقيق العدل والحرية والمساواة والشورى.
- تعبئة الجماهير الفلسطينية وإعدادها إعدادًا جهاديًا، عسكريًا وسياسيًا، بكل الوسائل التربوية والتثقيفية والتنظيمية الممكنة، لتأهيلها للقيام بواجبها الجهادي تجاه فلسطين.
- استنهاض وحشد جماهير الأمة الإسلامية فـي كل مكان، وحثها على القيام بدورها التاريخي لخوض المعركة الفاصلة مع الكيان الصهيوني.
- العمل على توحيد الجهود الإسلامية الملتزمة باتجاه فلسطين، وتوطيد العلاقة مع الحركات الإسلامية والتحررية الصديقة فـي كافة أنحاء العالم.
- الدعوة إلى الإسلام بعقيدته وشريعته وآدابه، وإبلاغ تعاليمه نقية شاملة لقطاعات الشعب المختلفة، وإحياء رسالته الحضارية للأمة والإنسانية.

### وسائل الحركة لتحقيق اهدافها
تعتمد حركة الجهاد الإسلامي فـي فلسطين لتحقيق أهدافها الوسائل التالية:
- ممارسة الجهاد المسلح ضد أهداف ومصالح العدو الصهيوني.
- إعداد وتنظيم الجماهير، واستقطابها لصفوف الحركة، وتأهيلها تأهيلا شاملا وفق منهج مستمد من القرآن والسنة، وتراث الأمة الصالح.
- مد أسباب الاتصال والتعاون مع الحركات والمنظمات الإسلامية والشعبية، والقوى التحررية فـي العالم لدعم الجهاد ضد الكيان الصهيوني، ومناهضة النفوذ الصهيوني العالمي.
- السعى للقاء قوى شعبنا الإسلامية والوطنية العاملة على أرض المعركة ضد الكيان الصهيوني، على أرضية عدم الاعتراف بهذا الكيان، وبناء التشكيلات والمنظمات والمؤسسات الشعبية اللازمة لنهوض العمل الإسلامي والثوري.
- اتـخاذ كافة الوسائل التعليمية والتنظيمية والثقافية والاجتماعية والاقتصادية والاعلامية والسياسية والعسكرية، مما يبيحه الشرع، وتنضجه التجربة من أجل تحقيق أهداف الحركة.
- استخدام كل طرائق التأثيـر والتبليغ المتاحة والمناسبة من وسائل الاتصال المعروفة والمستجدة.
- انتهاج مؤسسات الحركة وتنظيماتها من أساليب الدراسة والتخطيط والبرمجة والتقويم والمراقبة بما يكفل استقرار الحركة وتقدمها

تهدف الحركة إلى «تحرير فلسطين من البحر إلى النهر» وإلى «الدعوة إلى الإسلام بعقيدته وشريعته وآدابه» و«وتعتمد على القرآن مبدأ والإسلام هو الحل»

## وصلات خارجية
- وكالة فلسطين اليوم
- موقع أخبار فلسطين
- موقع فضائية فلسطين اليوم
- موقع خنساء فلسطين
- موقع سرايا القدس
- شبكة القدس للحوار

- الموقع الرسمي لحركه الجهاد الإسلامي
- نبذة عن الجهاد الإسلامي في الجزيرة